# Liste der türkischen Botschafter in Madagaskar
Der Botschafter leitet die Botschaft in Antananarivo.
| Ernennung Akkreditierung | Botschafter        | Bemerkung | Liste der Ministerpräsidenten der Türkei | Liste der Staatsoberhäupter von Madagaskar | Posten verlassen |
| ------------------------ | ------------------ | --- | ---------------------------------------- | ------------------------------------------ | ---------------- |
| 13. Juli 2011            | Ercümend Ahmet Enç | (* 16. Oktober 1953 in Ankara) 1972: Abitur am Galatasaray-Gymnasium, 1976: Bachelor der Politikwissenschaft der Universität Ankara, 1978: Aufbaustudium der Internationalen Beziehungen, März 1978: Eintritt in den auswärtigen Dienst, Türkische Streitkräfte, Marine, Reserveoffizier, Gesandtschaftssekretär zweiter Klasse in Teheran, Gesandtschaftssekretär zweiter Klasse in Brüssel, Gesandtschaftssekretär beim Büro der Vereinten Nationen in Genf, Stellvertreter des Ständigen Vertreters bei der EU in Brüssel, 31. Jan. 2004-29. Mär. 2008: Botschafter in Algier, 2008–2010: Gesandtschaftsrat in Ankara, 2010–2014: Botschafter in Antananarivo, Madagaskar. | Recep Tayyip Erdoğan                     | Andry Rajoelina                            | 1. Apr. 2013     |
| 1. Apr. 2013             | Artemiz Sümer      | Botschafterin | Recep Tayyip Erdoğan                     | Andry Rajoelina                            | 1. Sep. 2014     |
| 23. Sep. 2014            | Volkan Türk Vural  | 1960 Sohn von Volkan Vural 31. Okt. 2005 – 24. Aug. 2007: Botschafter in Priština, Kosovo, anschließend Kosovo-Koordinator 13. September 2012 – 23. September 2014: Generalkonsul in Bordeaux, 23. September 2014: Botschafter in Antananarivo. | Ahmet Davutoğlu                          | Hery Rajaonarimampianina                   |                  |